# Orthometopon planum
Orthometopon planum är en kräftdjursart som först beskrevs av Gustav Budde-Lund 1885.  Orthometopon planum ingår i släktet Orthometopon och familjen Trachelipodidae. Inga underarter finns listade i Catalogue of Life.